# Андриенко, Елена Андреевна
Еле́на Андре́евна Андрие́нко (род. 24 марта 1972, Киев) — российская артистка балета, ведущая солистка балетной труппы Большого театра, заслуженная артистка России (2003).

## Биография
Родилась 24 марта 1972 года в Киеве. Поступила в Киевское хореографическое училище, спустя некоторое время была переведена в Московское (ныне — Московская государственная академия хореографии) в класс Софьи Головкиной. По окончании обучения в 1991 году была принята в балетную труппу Большого театра, где её педагогом стала Марина Семёнова. В настоящее время её педагогом-репетитором является Людмила Семеняка.
В обширном репертуаре Елены Андриенко лирические, романтические и комически-гротескные партии в многочисленных балетах таких различных хореографов, как М. Петипа, М. Фокин, Ю. Григорович, В. Васильев, Л. Лавровский, М. Лавровский, Дж. Баланчин, Дж. Кранко, А. Ратманский.
Критика так отзывалась о творчестве балерины:

Героини Андриенко отличаются неординарной силой характера и вместе с тем элегантной женственностью.— Э. Н. Рогова
Некоторые из известных партий: Мари («Щелкунчик») и Мирта («Жизель») в хореографии Ю. Григоровича, Катарина («Укрощение строптивой», хореография Дж. Кранко), Сильфида и Эффи («Сильфида»), Одетта-Одиллия («Лебединое озеро»), Китри («Дон Кихот»), Принцесса Флорина («Спящая красавица»), Мазурка и Вальс («Шопениана», хореография М. Фокина), «Симфония до мажор» и «Агон» в хореографии Дж. Баланчина, Рамзея («Дочь фараона», хореография П. Лакотта).
Стала первой исполнительницей партии Принцессы-Лебедь в премьерном спектакле балета «Лебединое озеро» в хореографии В. Васильева, партии Дамы сердца в балете «Фантазия на тему Казановы» в постановке М. Лавровского, а также в некоторых других спектаклях Большого театра. Активно гастролирует по России и за рубежом с труппой Большого театра, а также в качестве приглашённой балерины в спектаклях других театров, имеет обширный гастрольный и концертный репертуар.

## Творчество

### Репертуар вБольшом театре
- 1992/1994 — «Корсар» А. Адана, хореография К. Сергеева по М. Петипа в редакции Ю. Григоровича — Первая одалиска (1992), па-де-де купца и невольницы (1994)
- 1993/2003 — «Раймонда» А. К. Глазунова, хореография М. Петипа в редакции Ю. Григоровича — вторая вариация в картине «Грёзы Раймонды» (1993), Клеманс (2003)
- 1993/1996 — «Баядерка» Л. Минкуса, хореография М. Петипа в редакции Ю. Григоровича — первая вариация в картине «Тени» (1993), Гамзатти (1996)
- 1993 — «Лебединое озеро» П. И. Чайковского, хореография А. Горского, М. Петипа, Л. Иванова в редакции Ю. Григоровича — Сверстницы принца
- 1993 — «Фантазия на тему Казановы» на музыку В.-А. Моцарта в постановке М. Лавровского — Дама сердца — первая исполнительница
- 1993/1997/1998 — «Спящая красавица» П. И. Чайковского, хореография М. Петипа в редакции Ю. Григоровича — Фея Бриллиантов, Золушка (1993), Фея Беззаботности (1997), Принцесса Флорина (1998), Фея Смелости
- 1993 — «Легенда о любви» А. Меликова, хореография Ю. Григоровича — Ширин
- 1994 — «Золотой век» Д. Шостаковича, хореография Ю. Григоровича — Рита
- 1994 — «Жизель» А. Адана, хореография Ж. Коралли, Ж. Перро, М. Петипа в редакции Ю. Григоровича, затем и в спектакле в редакции В. Васильева — Мирта
- 1994/2004 — «Сильфида» Х. С. Лёвенскьольда, хореография А. Бурнонвиля в редакции Э. М. фон Розен — Эффи (1994), Сильфида (2004)
- 1995 — «Дон Кихот» Л. Минкуса, хореография М. Петипа, А. Горского в редакции Ю. Григоровича — вторая вариация в гран па
- 1995 — «Паганини» на музыку С. Рахманинова, хореография Л. Лавровского — Муза
- 1995 — «Белоснежка» К. С. Хачатуряна в постановке Г. Майорова — Белоснежка — первая исполнительница в Большом театре
- 1996 — «Лебединое озеро» П. И. Чайковского в редакции В. Васильева, использованы фрагменты хореографии Л. Иванова — Принцесса-Лебедь — первая исполнительница
- 1997 — «Дон Кихот» Л. Минкуса, хореография М. Петипа, А. Горского в редакции Ю. Григоровича, затем в спектакле в редакции А. Фадеечева — Китри
- 1997 — «Укрощение строптивой» на музыку Д. Скарлатти в обработке К.-Х. Штольце, хореография Дж. Кранко — Катарина
- 1998 — «Щелкунчик» П. И. Чайковского, хореография Ю. Григоровича — Мари
- 1999 — «Агон» И. Стравинского, хореография Дж. Баланчина — второе па-де-труа — была в числе первых исполнителей этого балета в Большом театре
- 1999 — «Балда» на музыку Д. Шостаковича в постановке В. Васильева — Поповна — первая исполнительница
- 1999 — «Симфония до мажор» на музыку Ж. Бизе, хореография Дж. Баланчина — солистка IV части
- 2000 — «Дочь фараона» Ц. Пуни в постановке П. Лакотта по М. Петипа — Рамзея, Нева (первая исполнительница)
- 2000 — «Чиполлино» К. С. Хачатуряна, хореография Г. Майорова — Магнолия
- 2001 — «Шопениана» на музыку Ф. Шопена, хореография М. Фокина — Седьмой вальс и Прелюд
- 2002 — «Лебединое озеро» П. И. Чайковского во второй редакции Ю. Григоровича, использованы фрагменты хореографии М. Петипа, Л. Иванова, А. Горского — Одетта-Одиллия
- 2003 — «Светлый ручей» Д. Шостаковича в постановке А. Ратманского — Классическая танцовщица
- 2006 — «Золушка» С. Прокофьева, хореография Ю. Посохова, реж. Ю. Борисов — Весна — первая исполнительница
- 2007 — «В комнате наверху» Ф. Гласса, хореография Т. Тарп — солистка — была в числе первых исполнителей этого балета в Большом театре
- 2007 — «Корсар» А. Адана, хореография М. Петипа, постановка и новая хореография А. Ратманского и Ю. Бурлаки — танец невольников
- 2007 — «Класс-концерт» на музыку А. Глазунова, А. Лядова, А. Рубинштейна, Д. Шостаковича, хореография А. Мессерера — солистка
- 2008 — Большое классическое па из балета «Пахита» Л. Минкуса, хореография М. Петипа, постановка и новая хореографическая редакция Ю. Бурлаки — па-де-труа, вариация — была в числе первых исполнителей
- 2008 — «Сильфида» Х. С. Лёвенскьольда, хореография А. Бурнонвиля в редакции Й. Кобборга[англ.] — Первая сильфида, Сильфида
- 2008 — «Урок» Ж. Делерю в постановке Ф. Флиндта — Ученица
- 2009 — «Эсмеральда» Ц. Пуни, хореография М. Петипа, постановка и новая хореография Ю. Бурлаки, В. Медведева — Беранже, подруга Флёр де Лис
- 2009 — Фрагменты из балета «Пробуждение Флоры» Р. Дриго, хореография М. Петипа и Л. Иванова в редакции Н. Легата, постановка и новая хореография Ю. Бурлаки — Флора

### Гастроли, концерты
- 1995 — участие в творческих вечерах Илзе Лиепы в ряде городов Сибири — «чёрное» па-де-де из балета «Лебединое озеро», монолог Фригии и адажио Фригии и Спартака из балета «Спартак» А. И. Хачатуряна (балетмейстер Григорович)
- 1996 — «Спящая красавица» П. И. Чайковского, хореография М. Петипа — Принцесса Аврора (партнёр — Алексей Ратманский) (с труппой «Имперский Русский балет», фестиваль танца в г. Миккели, Финляндия)
- 1996 — «Раймонда» А. К. Глазунова — Раймонда (II акт, партнёр — Гедиминас Таранда) (с труппой «Имперский Русский балет», фестиваль танца в г. Миккели, Финляндия)
- 1996 — «Спящая красавица» П. И. Чайковского, хореография М. Петипа — Принцесса Аврора (турне по городам Франции с труппой Воронежского государственного театра оперы и балета)
- 1999/2004 — участие в гала-концерте «Звёзды XXI века» (1999 — г. Канны, Франция, 2004 — г. Торонто, Канада)
- 2000/2001 — участие в балетном фестивале «Рождественские вечера» (г. Йошкар-Ола, Республика Марий Эл)
- 2001 — «Лебединое озеро» П. И. Чайковского, редакция Ю. Григоровича — Одетта-Одиллия (с труппой Московский фестиваль-балет (ныне — Русский национальный балет под руководством Сергея и Елены Радченко), г. Детройт, США)
- 2002 — хореографическая картина «Вальпургиева ночь» из оперы «Фауст» Ш. Гуно, хореография Л. Лавровского — Вакханка (Весенний фестиваль искусств (Spring Art Festival) в г. Сизуоке, в котором принимали участие артисты Большого театра)
- 2002 — «Лебединое озеро» П. И. Чайковского — Одетта-Одиллия (спектакль Чувашского государственного театра оперы и балета, в рамках Международного балетного фестиваля в Чебоксарах)
- 2002 — «Дон Кихот» Л. Минкуса — Китри (спектакль Азербайджанского академического театра оперы и балета, г. Баку, в рамках Дней культуры России в Азербайджане)
- 2002/2003 — «Щелкунчик» П. И. Чайковского (хореография В. Вайнонена, постановка Н. Веселовой-Тенсер) — Маша (с Академией балета и джаз-танца Канадского театра балета, г. Торонто)
- 2003 — «Кастильское болеро», хореография Ж. Перро, постановка Д. Проценко и па-де-де из балета «Натали, или Швейцарская молочница» А. Гировеца, хореография Ф. Тальони, постановка Ю. Бурлаки (участие в гала-концерте, посвящённом памяти Фанни Эльслер, г. Айзенштадт, Австрия); монолог Фригии и адажио Фригии и Спартака из балета «Спартак», хореография Ю. Григоровича (участие в гала-концерте в честь 100-летия со дня рождения А. И. Хачатуряна, г. Ереван, Армянский академический театр оперы и балета).
- 2003 — «Лебединое озеро» П. И. Чайковского, редакция Ю. Григоровича — Одетта-Одиллия (г. Владивосток, в рамках творческих вечерах Илзе Лиепы, с труппой Корейского национального театра; «Дон Кихот» Л. Минкуса, хореография А. Горского, постановка К. Иванова — Китри (турне по городам Мексики, с труппой Марийского государственного театра оперы и балета)
- 2004 — «Лебединое озеро» П. И. Чайковского — Одетта-Одиллия (партнёр — Вадим Писарев) (с балетной труппой Донецкого государственного академического театра оперы и балета на гастролях в г. Софии в Болгарии)
- 2004 — «Чиполлино» К. С. Хачатуряна — Магнолия (в спектакле Магнитогорского театра оперы и балета)
- 2005 — участие в благотворительном концерте, посвящённом памяти Сержа Лифаря
- 2005 — «Щелкунчик» П. И. Чайковского (хореография В. Вайнонена, редакция К. Иванова) — Маша (в спектакле Марийского театра, в рамках фестиваля «Рождественские вечера», г. Йошкар-Ола, а также на балетном фестивале, г. Дохе, Катар)
- 19 апреля 2007 г. — «Лебединое озеро» П. И. Чайковского — Одетта-Одиллия (Средиземноморский конференц-центр, г. Валлетта, Мальта)
- 30 апреля 2011 г. — «Дон Кихот» Л. Минкуса — Китри (на Большой сцене Белградского Народного театра, Сербия, в рамках Всемирного дня танца)
- «Па-де-катр» Ц. Пуни, хореография А. Долина — Карлотта Гризи
- Фрагменты из балета «Манон» на музыку Ж. Массне, хореография К. Макмиллана — Манон
- Хореографический номер «Русская» на музыку П. И. Чайковского, хореография К. Голейзовского
- Дни культуры России (страны ближнего и дальнего зарубежья) — неоднократное участие

## Награды и звания
- 1993 — II премия Международного конкурса артистов балета (Москва)
- 1994 — II премия Международного конкурса имени С. Лифаря (Киев)
- 2003 — Заслуженная артистка Российской Федерации